# Черняк, Вилен Павлович
Вилен Павлович Черняк — советский, украинский и американский теплофизик, доктор технических наук, лауреат Государственной премии СССР. Действительный член Академии горных наук Украины.

## Биография
Родился 04.11.1934 в Харькове. Окончил теплотехнический факультет Киевского политехнического института (1957).
С 1959 года работал в Институте технической теплофизики АН УССР (НАН Украины).
С 1990 г. по 1999 г. председатель Международного бюро по горной теплофизике при Всемирном горном конгрессе.
С 2000 г. живёт в США. Место жительства (2002) — Вест-Голливуд, Калифорния.
Автор сборников стихов «Разные слова» (Лос-Анджелес, 2006), «Памятные даты» (Иерусалим, 2009), «Связь времен» (Лос-Анджелес, 2014), «Я дорожу любым мгновеньем» (Лос-Анджелес, 2019).

## Научные труды
Диссертации:
- Тепловой режим в циркуляционных системах скважин при сверхглубоком бурении : диссертация … доктора технических наук : 05.14.04. — Киев, 1973. — 291 с. + Прил. (195 с. : ил.).

Сочинения:
- Численное исследование тепломассопереноса в технологических системах : Учеб. пособие / В. П. Черняк. — Киев : КПИ, 1984. — 54 с. : ил.; 20 см.
- Тепловые расчеты подземных сооружений / В. П. Черняк. = Киев, Наукова Думка, 1993—200 с. : ил., 20 см.
- Прогноз и регулирование теплового режима при бурении глубоких скважин [Текст] / А. Н. Щербань, В. П. Черняк. — Москва : Недра, 1974. — 247 с. : ил.; 22 см.
- Тепловые расчеты и способы охлаждения рудничного воздуха при строительстве глубоких шахт [Текст] / Э. И. Баратов, В. П. Черняк. — Москва : Недра, 1968. — 123 с., 1 л. номогр. : ил.; 22 см.
- Методы расчета температуры вентиляционного воздуха подземных сооружений / Н. А. Брайчева, В. П. Черняк, А. Н. Щербань. — Киев : Наук. думка, 1981. — 184 с. : ил.; 20 см.

## Награды и звания
- Государственная премия СССР (1969, в составе коллектива) — за разработку и внедрение системы охлаждения рудничного воздуха для отработки глубокого жильного месторождения Нидершлема Альберода.
- Почетный доктор Технического университета Петрошаны, Румыния.
- Член Союза писателей Северной Америки.
- Доктор технических наук.